# Enskeri med Tistuskeri
Enskeri (svenska:Enskär) med Tistuskeri (svenska: Tistronskär), Hamskeri (svenska: Hamnskär) och Römskeri (finska: Enskeri) är en ö i Finland. Den ligger i Bottenhavet och i kommunen Sastmola i den ekonomiska regionen  Björneborgs ekonomiska region i landskapet Satakunta, i den västra delen av landet. Ön ligger omkring 53 kilometer norr om Björneborg och omkring 270 kilometer nordväst om Helsingfors.
Öns area är 48,2 hektar och dess största längd är 1,4 kilometer i nord-sydlig riktning.

## Delöar och uddar
- Tistuskeri (Tistronskär) 61°55′48″N 21°21′59″Ö / 61.92991°N 21.36629°Ö
- Enskeri (Enskär) 61°55′35″N 21°22′18″Ö / 61.92632°N 21.37158°Ö
- Hamskeri (Hamnskär) 61°55′31″N 21°21′53″Ö / 61.9253°N 21.36462°Ö
- Römskeri 61°55′23″N 21°22′40″Ö / 61.923°N 21.37765°Ö